# Graf Zero
Graf Zero (tyt. oryg. Count Zero) – powieść science fiction napisana przez Williama Gibsona, po raz pierwszy wydana w 1986 roku. Jest środkową częścią Trylogii ciągu zawierającej również książki Neuromancer i Mona Liza Turbo, i tworzy wraz z nimi sztandarowy przykład podgatunku cyberpunk.

## Polskie wydanie
W Polsce wydana w 1997 roku przez wydawnictwo Prószyński i S-ka w tłumaczeniu Piotra Cholewy. Na wyróżnienie zasługuje świetnie przełożona dwuznaczność tytułu powieści, oznaczającego fragment programu komputerowego, ale także tytuł hrabiowski. W polskim przekładzie określenie "graf" także ma odniesienia zarówno do nauk matematycznych, jak i do tytulatury szlacheckiej.

## Fabuła
W powieści splatają się trzy wątki: początkującego "kowboja" sieciowego Bobby’ego, o pseudonimie "Graf Zero", młodej marszandki Marly oraz najemnika Turnera. Żółtodziób Bobby zostaje wplątany w testowanie nieznanego oprogramowania, pakując się po szyję w porachunki sieciowych kapłanów voodoo i milionerów świata przyszłości. Marly, skompromitowana przez aferę ze znalezieniem "nieznanego" obrazu popularnego malarza, zostaje wynajęta przez żyjącego w wirtualnej rzeczywistości multimilionera i mecenasa sztuki Vireka do poszukiwania autora niezwykłych prac. Turner zaś, wypełnia typowe dla siebie zadanie, kierowania akcją wyrwania spod kontroli potężnej technokorporacji pracującego dla niej genialnego programisty. Wątki spaja postać Josefa Vireka, wzorowanego na Howardzie Hughesie wpływowego bogacza, który okazuje się także zleceniodawcą Turnera oraz prześladowcą Bobbyego, a wszystkie działania zmierzają do ocalenia jego zanikającej jaźni.